# نیل هنی
نیل هنی (انگلیسی: Neil Heaney؛ زادهٔ ۳ نوامبر ۱۹۷۱) بازیکن فوتبال اهل بریتانیا است.
از باشگاه‌هایی که در آن بازی کرده‌است می‌توان به باشگاه فوتبال منچستر سیتی، باشگاه فوتبال آرسنال، باشگاه فوتبال بریستول سیتی، باشگاه فوتبال داندی یونایتد، باشگاه فوتبال هارتل پول یونایتد، باشگاه فوتبال چارلتون اتلتیک، باشگاه فوتبال کمبریج یونایتد، باشگاه فوتبال ساوت‌همپتون، باشگاه فوتبال پلیموث آرگیل اشاره کرد.
وی همچنین در تیم ملی فوتبال زیر ۲۱ سال انگلستان بازی کرده‌است.